# Pristerodon
Pristerodon es un género extinto de sinápsidos dicinodontos que vivieron en lo que ahora son Sudáfrica y el subcontinente indio durante el Pérmico Superior. Sus restos fósiles aparecieron inicialmente en la provincia del Cabo Occidental y luego en la India (Andhra Pradesh).

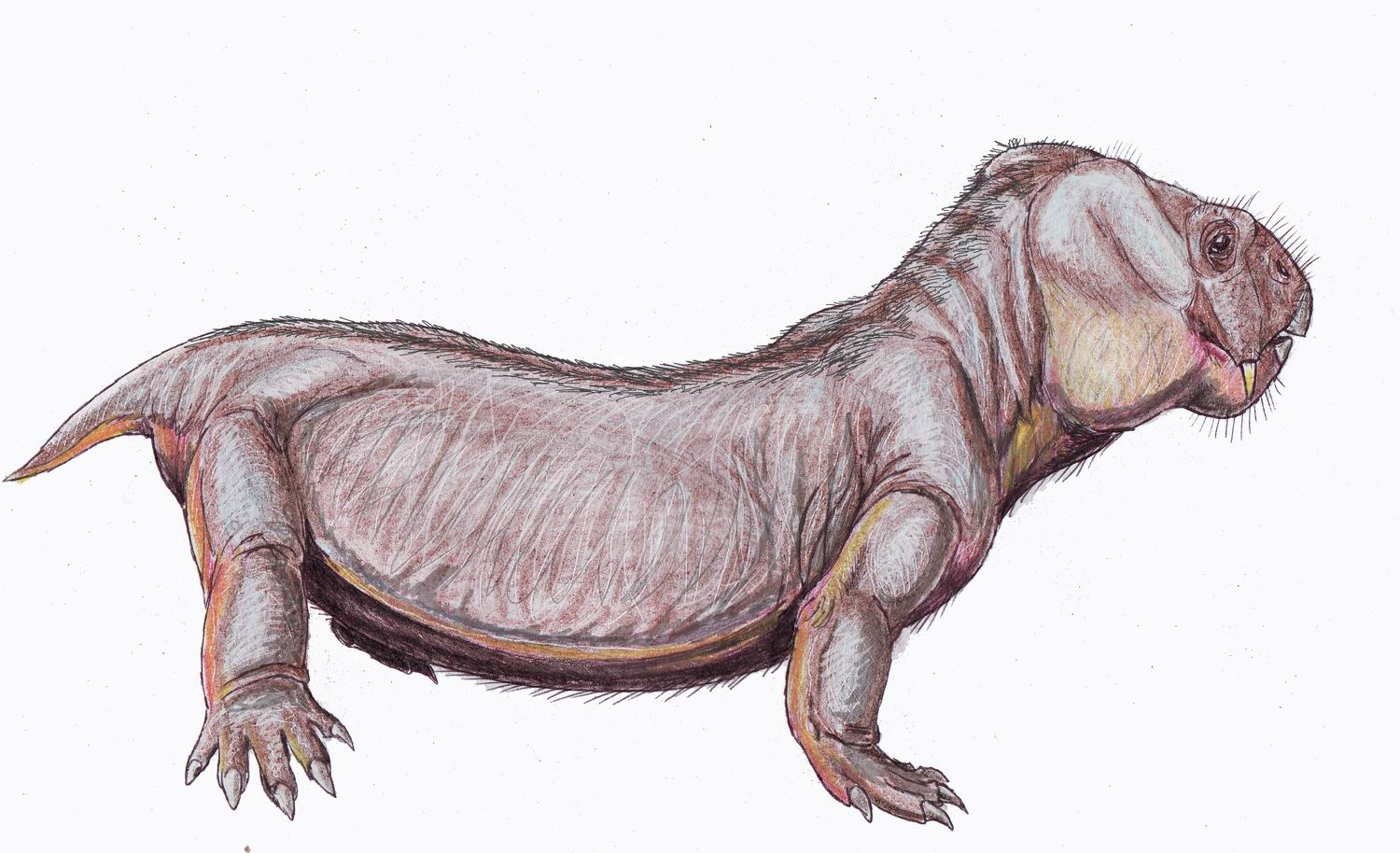
Restauración de Pristerodon mackayi.

Tamaño de Pristerodon mackayi con relación a un ser humano.